# Mahina
Mahina é uma comuna da Polinésia Francesa, nas Ilhas de Barlavento, arquipélago da Sociedade. Estende-se por uma área de 51,6 km², com 14.369 habitantes, segundo os censos de 2007, com uma densidade de 263,7 hab/km².